# Mambrillas de Lara
Mambrillas de Lara ist ein nordspanischer Ort und eine Gemeinde (municipio) mit nur noch 56 Einwohnern (Stand: 2024) im Süden der spanischen Provinz Burgos in der autonomen Region Kastilien-León. Die Gemeinde gehört zur bevölkerungsarmen Region der Serranía Celtibérica.

## Lage und Klima
Der Ort Mambrillas de Lara liegt in der wasserarmen Landschaft der kastilischen Meseta gut 40 km (Fahrtstrecke) südöstlich der Provinzhauptstadt Burgos in einer Höhe von ca. 1000 m. Die sehenswerten Orte Covarrubias und Santo Domingo de Silos liegen nur ca. 17 km südwestlich bzw. 25 km südlich. Das Klima ist trotz der Höhenlage gemäßigt bis warm; Regen (ca. 560 mm/Jahr) fällt übers Jahr verteilt.

## Bevölkerungsentwicklung
| Jahr      | 1857 | 1900 | 1950 | 2000 | 2017 |
| Einwohner | 498  | 465  | 550  | 78   | 52   |

Die Mechanisierung der Landwirtschaft und die Aufgabe bäuerlicher Kleinbetriebe haben seit der Mitte des 20. Jahrhunderts zu einem deutlichen Rückgang der Einwohnerzahlen geführt (Landflucht). Zur Gemeinde gehören auch die jeweils etwa 10 bis 15 Einwohner zählenden Weiler (pedanías) Cubillejo und Quintanilla de las Viñas.

## Wirtschaft
Die Gemeinde war und ist in hohem Maße von der Land- und Viehwirtschaft geprägt, die früher hauptsächlich zum Zweck der Selbstversorgung betrieben wurden; angebaut werden vorwiegend Weizen und Gerste. Seit der Mitte des 20. Jahrhunderts ist der Tourismus in Form der Vermietung von Ferienwohnungen (casas rurales) zu einer wichtigen Einnahmequelle der Gemeinde geworden.

## Geschichte

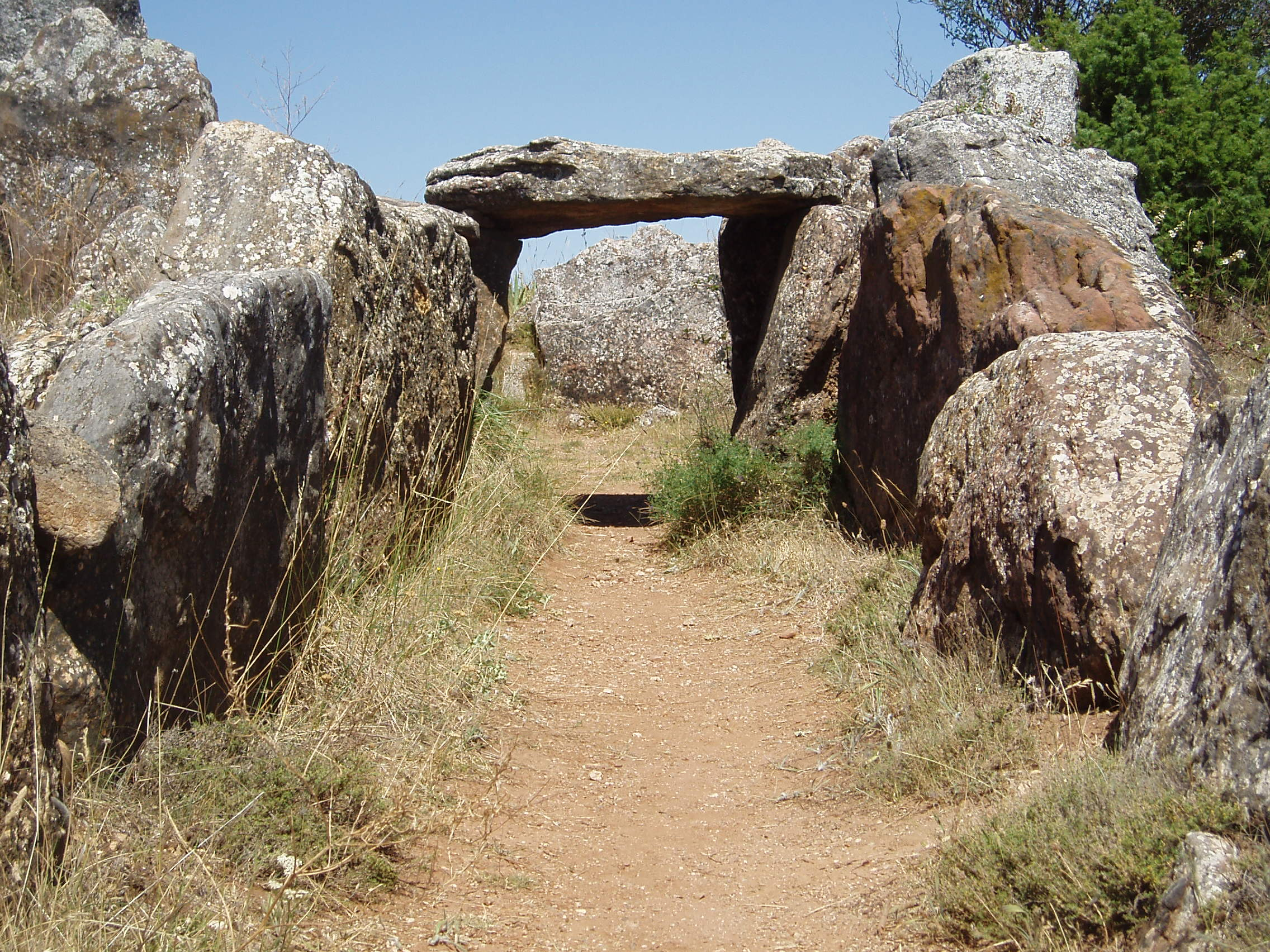
Cubillejo – Dolmen de Mazariegos

Auf dem Gemeindegebiet wurden prähistorische und jungsteinzeitliche Funde gemacht; keltiberische und römische Funde fehlen. Aus westgotischer Zeit stammt die Kirche Santa María de Quintanilla de las Viñas. maurische Spuren fehlen. Die drei Weiler der Gemeinde gehörten zum Alfoz de Lara und dürften im Zuge der Wieder- oder Neubesiedlung (repoblación) nach der Rückeroberung (reconquista) der Gebiete nördlich des Duero im 10. Jahrhundert entstanden sein. Später hieß der Ort Mambligas.

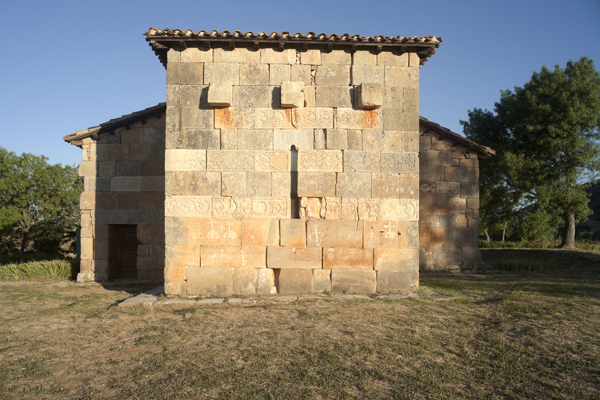
Apsis der westgotischen Kirche Santa María de Quintanilla de las Viñas

## Sehenswürdigkeiten
Mambrillas
- Die einschiffige und von seitlichen Strebepfeilern stabilisierte Iglesia de San Juan Bautista entstand in der Zeit der Spätgotik (um 1500). Ihre portallose Westfassade wird von einem später hinzugefügten barocken Glockengiebel (espadaña) mit dahinter befindlicher Glockenstube überhöht; das heutige Portal befindet sich – wie in der Region üblich – auf der Südseite. Das Kirchenschiff (nave) ist flachgedeckt und beherbergt einen auf einem Kapitell aus dem Kloster San Pedro de Arlanza ruhenden Taufstein (pila bautismal); die von einem Sterngewölbe bedeckte Apsis birgt einen sehenswerten Schnitzaltar (retablo) mit einer zentralen Figur Johannes des Täufers, dessen rechte Hand auf ein Lamm Gottes in der anderen verweist. Neben den barocken Figuren präsentiert der Altar auch vier Gemälde im spanisch-flämischen Stil aus der Zeit um 1500.[6]
- Im Ort befinden sich zwei Brunnen (fuentes) und eine Viehtränke (abrevadero).

Quintanilla de las Viñas
- Die sehenswerte Ruine der westgotischen Kirche Santa Marís befindet sich im ca. 7 km entfernten Weiler Quintanilla de las Viñas.

Cubillejo
- Der ca. 5000 Jahre alte Dolmen von Mazariegos ist ein megalithisches Ganggrab beim Weiler Cubillejo. Alle Decksteine fehlen; die der ca. 6 m im Durchmesser großen Grabkammer sind wohl als erste eingebrochen.